# 馬氏烏賊
馬氏烏賊又名馬多凱墨魚（学名：Sepia madokai）为墨魚科烏賊屬下的一个种。中文俗名墨贼、花枝。

## 分布
分布在日本西南部、太平洋沿岸东京湾和近九州岛日本海能登半岛南部，对马岛海峡、东海、台湾海峡至海南岛附近、越南等海域。

## 扩展阅读
- 維基物種上的相關：馬氏烏賊